# Ніколай Дар
Ніколай Дар (рос. Николай Дар) — село в Лукояновському районі Нижньогородської області Російської Федерації.
Населення становить 132 особи. Входить до складу муніципального утворення Тольсько-Майданська сільрада.

## Історія
Від 2009 року входить до складу муніципального утворення Тольсько-Майданська сільрада.

## Населення
| 2002 | 2010 |
| ---- | ---- |
| 163  | ↘132 |